# Ethylnitroacetat
Ethylnitroacetat ist eine chemische Verbindung, konkret der Ethylester der Nitroessigsäure, einer organischen Nitroverbindung.

## Darstellung und Gewinnung
Die Herstellung kann durch eine Umsetzung von Nitromalonsäurediethylester mit Kalilauge erfolgen. Eine weitere Synthese startet ausgehend vom Nitromethan. Hier erfolgt im ersten Schritt eine Kondensationsreaktion zur Methazonsäure. Gefolgt von einer Dehydratisierung zum Nitroacetonitril kann dieses nach Hydrolyse und Veresterung mit Ethanol zur Zielverbindung umgesetzt werden.

## Eigenschaften
Ethylnitroacetat ist eine farblose Flüssigkeit, die sich unter reduziertem Druck destillieren lässt. Die Verbindung ist thermisch instabil. Eine DSC-Messung zeigt ab 180 °C eine stark exotherme Zersetzungsreaktion mit einer Wärmetönung von −2202 kJ·kg−1 bzw. −293,1 kJ·mol−1. Die Verbindung ist stark CH-acid (pKa (DMSO) = 9,2) und wird bereits durch schwache Basen deprotoniert. Das resultierende Anion kann leicht mit Alkylhalogeniden, Enonen, Acetaten, Carbonaten, Aminen und Alkoholen umgesetzt und mit Aldehyden, Ketonen und Iminen kondensiert  werden.

## Verwendung
Die Verbindung ist ein wichtiges Reagenz in der organischen Synthese, welches in Alkylierungsreaktionen, Michael-Additionen, Knoevenagel-Kondensationen, Palladium-katalysierten Allylierungen, der Herstellung von Alkylnitronaten, und 4-Hydroxy-2-isoxazolinen verwendet wird. Es kann auch als Oxidationsmittel für Alkohole und zur Synthese von α–Aminoestern eingesetzt werden.